# 哈里·卡希尔
哈里·卡希尔（英語：Harry Cahill，1930年6月9日—2009年9月18日），英国、爱尔兰男子曲棍球运动员。他曾代表英国国家队参加1960年、1964年和1968年夏季奥林匹克运动会曲棍球比赛，最好名次为1960年奥运会的第四名。